# Wierchniedźwińsk (stacja kolejowa)
Wierchniedźwińsk (biał. Верхнядзвінск; ros. Верхнедвинск) – stacja kolejowa w miejscowości Barouka, w rejonie wierchniedźwińskim, w obwodzie witebskim, na Białorusi. Położona jest na linii Witebsk - Dyneburg.
Nazwa pochodzi od pobliskiego miasta Wierchniedźwińska.
Stacja Dryssa została otwarta w XIX w. na drodze żelaznej dynebursko-witebskiej, pomiędzy stacjami Georginowo i Swolna. Po zmianie nazwy miasta w latach 60. XX w., zmieniono również nazwę stacji.

## Bibliografia

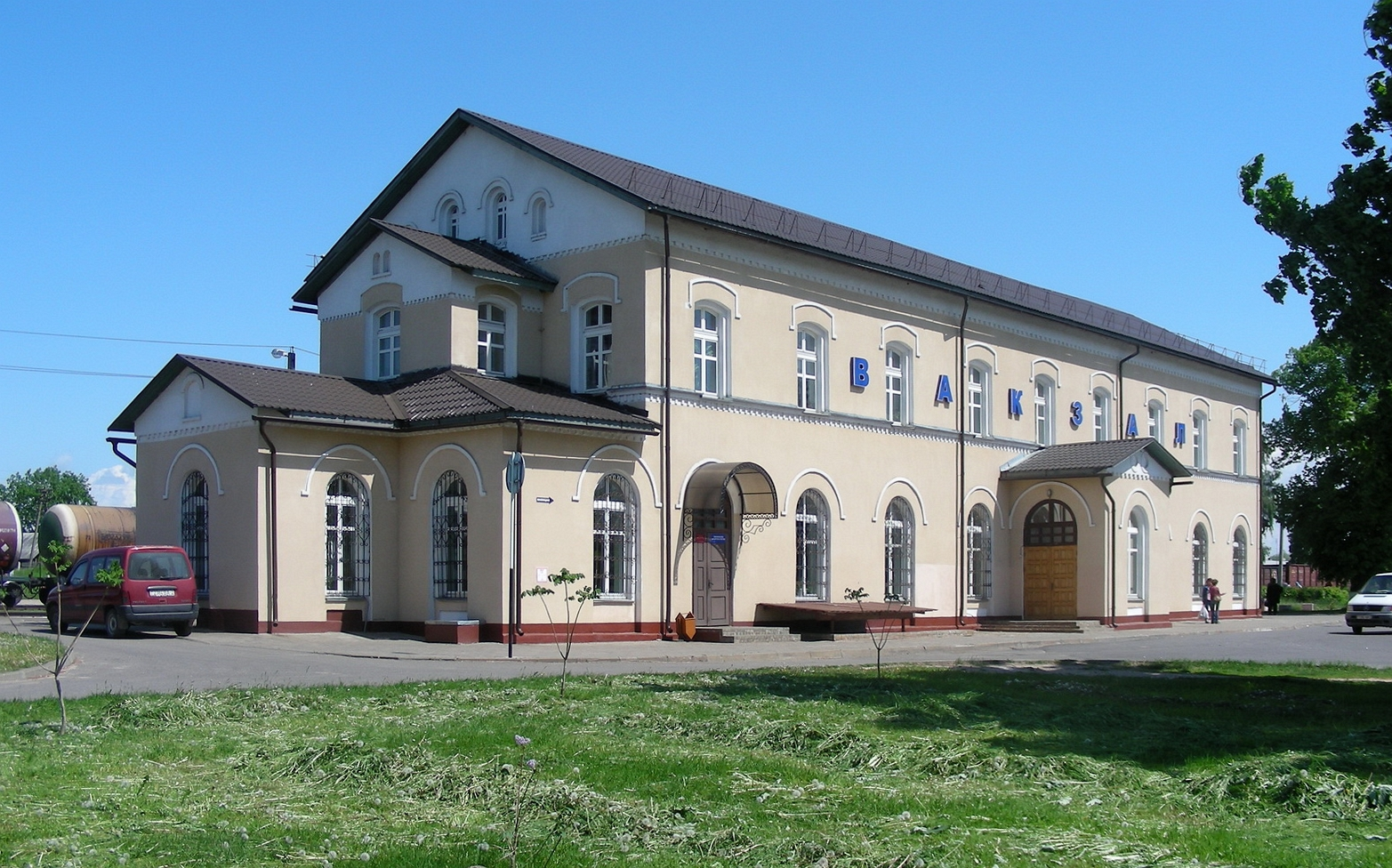
Budynek stacyjny